# トーマス・C・ハート
トーマス・チャールズ・ハート (Thomas Charles Hart、1877年6月12日 - 1971年7月4日) は、アメリカ合衆国の軍人、海軍大将。米西戦争から第二次世界大戦まで海軍で勤め、退役後はコネチカット州から上院議員に選出された。

## 生い立ちおよび初期の経歴
ハートはミシガン州ジェネシー郡に生まれる。1897年に海軍士官学校を卒業し、マサチューセッツ (USS Massachusetts, BB-2) に乗り組んだ後、米西戦争の間には蒸気ヨットヴィクセン (USS Vixen, PY-4) に勤務した。
第一次世界大戦に先立つ数年間、ハートは戦艦の下士官、魚雷艇、潜水艦で勤務し、陸上では海軍兵学校の教官、海軍次官補の補佐官、太平洋水雷小艦隊司令官などの職を務めた。1917年の春までにシカゴ (USS Chicago) 艦長およびニューロンドン潜水艦基地司令を務め、大西洋艦隊潜水艦部隊の幕僚長を務めた。
1910年3月30日にハートはウィリアム・H・ブラウンソン少将の娘のキャロライン・ブラウンソンと結婚した。彼らの新居はマサチューセッツ州クインシーのフォアリバー造船所に近く、ハートは新造戦艦のノースダコタ (USS North Dakota, BB-29) に配属される予定であった。夫妻はバージニア州バス郡のホットスプリングスにある新築の豪華リゾート「ザ・ホームステッド」でハネムーンを過ごした。
ハートの娘のハリエット・タフト・ハートは、ウッドロウ・ウィルソン大統領の娘ジェシー・ウッドロウ・ウィルソン・セイアーの息子のフランシス・B・セイアー・ジュニアと結婚した。
第一次世界大戦の間、ハートは第2および第5潜水艦隊司令を務め、旗艦はブッシュネル (USS Bushnell, AS-2) であった。1つの部隊はバントリー湾を拠点とし、ブリテン諸島へのアプローチを防衛した。もう1つはアゾレス諸島のプンタ・デルガダを拠点とし、同諸島への重要な航路を防衛した。1918年、イギリス海軍本部での一時的な任務の後、ハートは海軍作戦部の潜水艦部長に命じられた。同職を1922年まで務め、ハートは潜水艦の武装改良にしぶとく取り組んだ。彼が改良に固執したのは第一次世界大戦後に明け渡されたドイツのUボートの技術革新の詳細を学んだことが原因であった。
ハートは潜水艦部長としての功績で殊勲章を受章し、1920年代から30年代にかけて順調に昇進した。彼は陸軍大学校および海軍大学校の両方で学び、その後大西洋艦隊潜水艦部隊を指揮、戦艦ミシシッピ艦長、第3潜水小艦隊指揮官、第3回軍管区司令補、海軍水雷補給基地の兵器部検査官を務めた。海軍士官学校長を務めた後、ハートは1934年6月に第6巡洋艦部隊の指揮官となる。1939年7月から1942年2月まで、アジア艦隊司令官（大将）をつとめた。帰国後は、地上勤務となる。
1945年2月9日、ハートはコネチカット州から共和党の上院議員として立候補するため海軍を退役した。彼は1946年11月5日まで議員職を務め、再選には立候補しなかった。トーマス・C・ハートはコネチカット州シャロンの実家に戻り、1971年7月4日に94歳で死去した。
ノックス級フリゲートのトーマス・C・ハート (USS Thomas C. Hart, FF-1092) は、彼に因んで命名された。海軍士官学校は以前の図書館、現在の士官候補生ラウンジを「ザ・ハート・ルーム The Hart Room」と名付けた。

## 参照
1. ↑  Julia Wells. Born in the White House, Pastor to All, Very Rev. Francis B. Sayre Jr. Dies at 93